# Csúcs-hegy (Budapest)
A Csúcs-hegy a Budai-hegységben, a Hármashatár-hegyhez észak-északnyugatról csatlakozó 452 m magas hegy.
Budapest II. és III. kerületének határán emelkedik, a hegy fő tömbje a III. kerülethez tartozik, a kerülethatár a délnyugati lejtőn húzódik végig. Északkeleti lejtőjén fekszik Csúcshegy városrész, amely részben illegálisan felhúzott épületekkel épült be. A hegy felső része a Duna–Ipoly Nemzeti Park része. Déli lankáira a II. kerülethez tartozó Gercse városrész hétvégi telkei kapaszkodnak fel.

## Földrajz

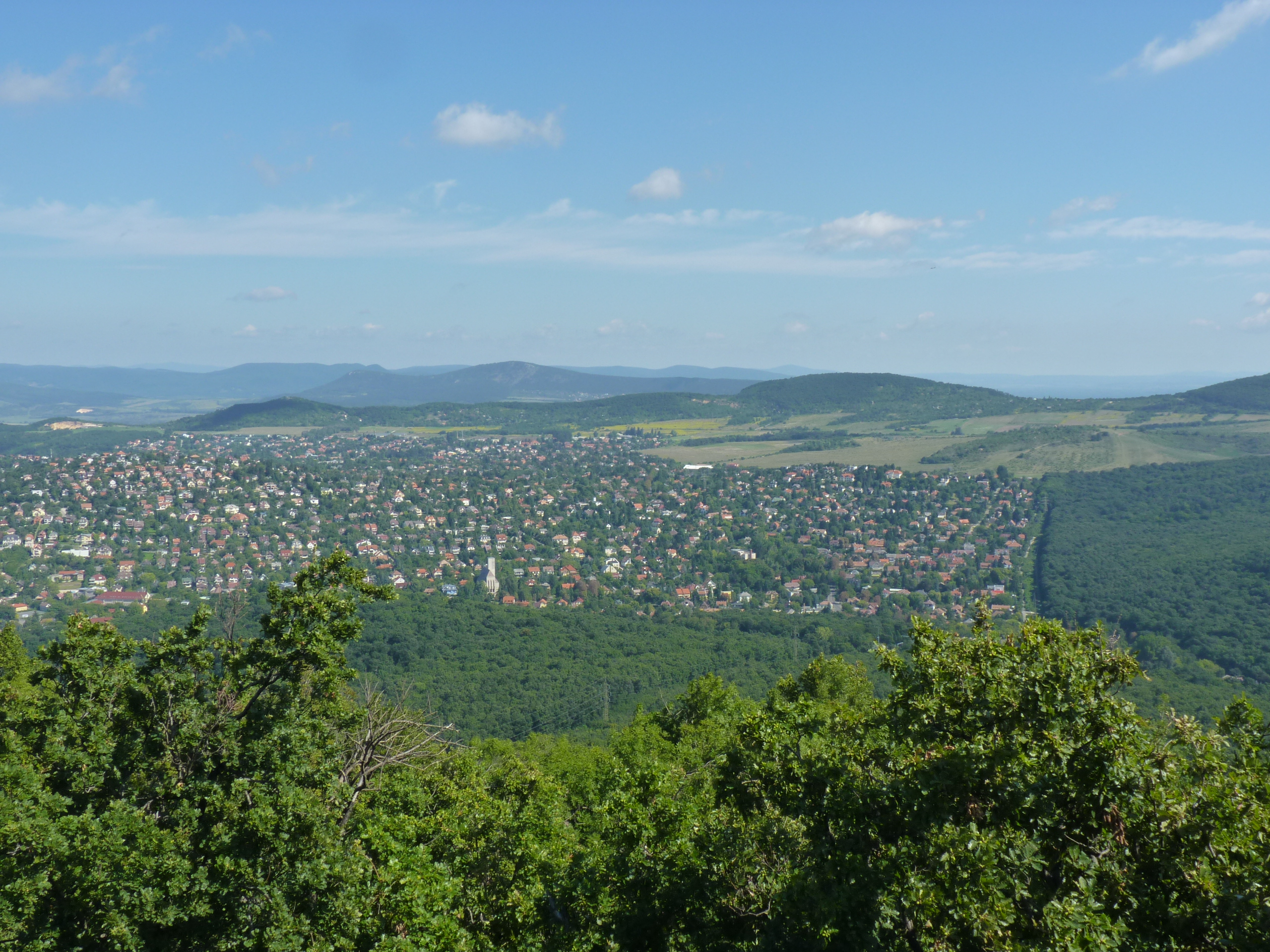
A Csúcs-hegy és előtte Pesthidegkút a Nagy-Hárs-hegyről nézve

Jellegzetes, magányosan emelkedő, majdnem pontosan északnyugat-délkeleti irányban elnyúló, hosszúkás alakú hegy. Délkeleti és északnyugati végei lankásabbak, az előbbi irányból a Virágos-nyereg választja el a Vihar-hegytől, míg az utóbbi irányban a Csúcs-hegyi-nyereg határolja a Hármashatár-hegyi hegylánc tömbjéhez tartozó további hegyektől (nyugat felé haladva, sorrendben: Tök-hegy, Kálvária-hegy, Szarvas-hegy, Felső-patak-hegy, Les-hegy). Északkeleti lejtője először meredeken, majd a Menedékház utca szintjét elérve lankásabban szakad le a Solymári-völgy irányában; hasonlóan meredek lejtővel tekint délnyugati irányba a Pesthidegkúti-medence felé. A közel egy kilométeres hosszban elnyúló, lapos hegytetőn három kisebb csúcs található.
Fő tömege triász mészkőből épül fel, míg lankás lejtői alapanyaga a kiscelli agyag.

## Történelem
Környezetében – Aquincum közelsége miatt – két római villa és egy őrtorony maradványait is feltárták, de késő bronzkori és honfoglalás kori leletek is előkerültek.
A középkorban Hegyes-hegy, illetve Csúcsos-hegy néven ismerték; első írásos említése egy 1212-es határjárás adataiból származik Mons Hyges formában. A 18. században egyes térképeken Gercse-hegy (Mons Gercse) néven említik, a délnyugati lejtőjén fekvő Gercse falu miatt.

## Turizmus
A 20. században kedvelt kirándulóterület és északi lejtőjén 1925-1926-ban a Budapesti Turista Egyesület turistaházat is épített, aminek eredeti, 30-40 fős befogadóképességét később, az 1930-as években több mint 50 fősre emelték. A rendszerváltás után, 1992-ben a Csúcs-hegyi turistaház megszűnt, emlékét emléktábla, illetve a Menedékház utca elnevezése őrzi.
A Csúcs-hegy oldalában vezet a 14-es számú Országos Kéktúra szakasz, ezen felül több más jelzett turistaút is érinti a hegyet.